# فرودگاه مایو
فرودگاه مایو (به انگلیسی: Maio Airport) یک فرودگاه همگانی (ASA) با کد یاتا MMO است که یک باند فرود آسفالت دارد و طول باند آن ۱۱۹۶ متر است. این فرودگاه در کشور آفریقای جنوبی قرار دارد و در ارتفاع ۱۱ متری از سطح دریا واقع شده است.

## شرکت‌های هواپیمایی و مقصدهای پروازی
| شرکت‌های هواپیمایی | مقصدهای پروازی |
| ----------------- | -------------- |
| کابو ورده اکسپرس  | امیلکر کبرل    |
| تی‌ای‌سی‌وی          | پرائیا         |